# Vyšná Olšava
Vyšná Olšava é um município da Eslováquia, situado no distrito de Stropkov, na região de Prešov. Tem 13,77 km² de área e sua população em 2018 foi estimada em 640 habitantes.

## Demografia
| Ano:        | 1994 | 2004    | 2014   | 2024   |
| ----------- | ---- | ------- | ------ | ------ |
| Broj ljudi: | 525  | 599     | 643    | 623    |
| Razlika:    |      | +14,09% | +7,34% | -3,11% |

| Ano:               | 2023 | 2024   |
| ------------------ | ---- | ------ |
| Número de pessoas: | 629  | 623    |
| Diferença:         |      | -0,95% |